# RasenBallsport Leipzig II
El RasenBallsport Leipzig II fue un equipo de fútbol de Alemania, jugó su última temporada (2016-17) en la Regionalliga Nordost, cuarta división de fútbol (noreste) en importancia en el país.

## Historia
Fue fundado en el año 2009 en la ciudad de Leipzig en Baja Sajonia como el pripal equipo filial del RB Leipzig, por lo que no era elegible para jugar en la Bundesliga, aunque sí lo podía hacer en la Copa de Alemania.
El club estuvo regularmente en la Oberliga, aunque consiguieron el ascenso a la Regionalliga Nordost por primera vez en la temporada 2015-16, el club jugó su última temporada en la temporada (2016-17) de la Regionalliga Nordost. 
Su último partido fue una victoria 2-1 contra Berliner AK el 20 de mayo de 2017.

## Palmarés
- NOFV-Oberliga Süd: 1 (V)

2014–15